# کارکس لپتالئا
کارکس لپتالئا (نام علمی: Carex leptalea) نام یک گونه از سرده جگن است.